# Винодол (Њитра)
Винодол (слч. Vinodol) насељено је мјесто са административним статусом сеоске општине (слч. obec) у округу Њитра, у Њитранском крају, Словачка Република.

## Становништво
| Година:    | 1994. | 2004.   | 2014.   | 2024.   |
| ---------- | ----- | ------- | ------- | ------- |
| Број људи: | 1729  | 1891    | 1983    | 2034    |
| Разлика:   |       | +9,36 % | +4,86 % | +2,57 % |

| Година:    | 2023. | 2024.   |
| ---------- | ----- | ------- |
| Број људи: | 2046  | 2034    |
| Разлика:   |       | -0,58 % |

Према подацима о броју становника из 2011. године насеље је имало 1.925 становника.